# San Leucio
San Leucio je oblast u općini Caserta, u južnoj talijanskoj regiji Kampanija; najpoznatija kao područje oko stare tvornice svile koja je 1997. god., zajedno s palačom u Caserti i Vanvitellijevim akvaduktom, upisana na UNESCOv popis mjesta svjetske baštine u Europi.
Nalazi se 3,5 km sjeverozapadno od Caserte, na 145 m nadmorske visine.

## Povijest
God. 1750., Karlo VII. Napuljski je po savjetu ministra Bernarda Tanuccija odabrao ovo mjesto, izvorno mjesto kraljevskog lovačkog doma obitelji Acquaviva (sada obnovljen, i poznat kao Palazzo del Belvedere), za neobičan društveni i tehnološki eksperiment. Naime, želio je primijeniti različite modele proizvodnje svile na temelju tehničkih inovacija i upozoriti na potrebe radnika. Kompleks je izgrađen na ostacima crkve sv. Leucija, odakle je Vanvitelijev vodovod nosio vodu za kraljevsku palaču u Caserti. Arhitekt Francesco Collecini oblikovao je industrijske zgrade, gdje su bučni tkalački strojevi instalirani uz kraljevske apartmane, a dnevna soba je postala kapelica za radnike, što je prilično jedinstveno u Europi kasnog 18. stoljeća. Izgrađeno je i novo naselje za radnike i velika zajednica tkalaca svile je prerastala u industrijski grad, koji je 1789. god. nazvan "Kolonijom kraljevskih tkalaca svile" (Real Colonia dei Setaioli).
U svojim ranim danima, San Leucio je bilo mjesto užitaka i kraljevsko lovište Karlovog sina, Ferdinanda I., koji nije volio gradsku gužvu i više je uživao u lovu. U San Leuciju su korištene najnaprednije tehnologije u procesu dobivanja gotovog proizvoda, tada poznate u Europi. Članovi kolonija imali su povlašteni status s modernim sustavom socijalnog osiguranja. Kralj je planirao proširiti koloniju na pravi novi grad, Ferdinandopolis, ali je projekt zaustavljen francuskom invazijom 1799. god. San Leucio se i dalje razvijao za vrijeme francuske uprave od 1806. do 1815. god., a ostavština kralja Karla je u tome što u gradu i danas djeluje više tvornica svile koje rade za najzahtjevnije svjetske potrošače svile.
Danas se u kompleksu nalazi "Živi muzej svile" koji prikazuje sve faze proizvodnje svile, a u dvorištu dvorca Belvedere se čuvaju izvorni tkalalčki razboji. od 1999. god. u ljetnim mjesecima se u kompleksu održava "Festival Leuciana" koji promovira dvorac Belvedere i njegov park.

## Vanjske poveznice
- Povijest i fotografije San Leucija  Arhivirana inačica izvorne stranice od 16. svibnja 2008. (Wayback Machine)
- San Leucio (tal.)  Arhivirana inačica izvorne stranice od 18. svibnja 2017. (Wayback Machine)